# Ostrovica, Hrpelje - Kozina
Ostrovica je naselje v Občini Hrpelje - Kozina.